# Туран
Вижте пояснителната страница за други значения на Туран.
Туран е общо название в пехлевийската литература на земите, обитавани от скотовъдски племена и народи (туранци), разположени на север и североизток от Иран и в Азербайджан. За туранци били смятани редица народи от Средна Азия, сред които саките, кушаните, партите, ефталитите и т.н. Според „Шахнаме“, коренните земи на Туран се намирали на север от река Сърдаря.